# Новосёловка Вторая (Ясиноватский район)
Новосёловка Втора́я (укр. Новоселівка Друга) — село на Украине, находится в Ясиноватском районе Донецкой области.
Код КОАТУУ — 1425582104. Население по переписи 2001 года составляет 131 человек. Почтовый индекс — 86042. Телефонный код — 6236.

## Адрес местного совета
86042, Донецкая область, Ясиноватский р-н, с.Красногоровка, ул.Гагарина, 6а